# Miles to Go (Before I Sleep)
Miles to Go (Before I Sleep) è una canzone registrata dalla cantante canadese Céline Dion per il suo quinto album in lingua inglese, Let's Talk About Love (1997). Il brano fu pubblicato nel settembre 1998 in Canada come sesto singolo promozionale. La canzone è stata scritta e prodotta da Corey Hart, autore di Where Is the Love, altra canzone dell'album Let's Talk About Love.

## Contenuti e pubblicazioni
I testi della canzone sono basati dal poema Stopping by Woods on a Snowy Evening del poeta statunitense Robert Frost; il titolo del brano è la frase conclusiva del poema.
Il video della sessione di registrazione di Miles to Go (Before I Sleep) è stato incluso come bonus sul DVD di Au cœur du stade.
Il brano fu pubblicato come singolo radiofonico in Canada dove raggiunse la posizione numero 40 della classifica RPM Adult Contemporary Tracks.

## Formati e tracce
CD Singolo promo (Canada) (Columbia)
1. Miles to Go (Before I Sleep) – 4:40 (Corey Hart)

## Classifiche

### Classifiche settimanali
| Classifica (1998)                      | Posizione massima raggiunta |
| -------------------------------------- | --------------------------- |
| Canada (RPM Adult Contemporary Tracks) | 17                          |

### Classifiche di fine anno
| Classifica (1998)                                       | Posizione |
| ------------------------------------------------------- | --------- |
| Canada (RPM's Top 100 Adult Contemporary Tracks of '98) | 81        |

## Crediti e personale
Registrazione
- Registrato a The Hit Factory di New York City (NY)

Personale
- Ingegnere del suono - Humberto Gatica
- Musica di - Corey Hart
- Produttore - Corey Hart
- Testi di - Corey Hart